# يوهانيس أيجنر
يوهانيس أيجنر (بالألمانية: Johannes Eigner) هو دبلوماسي نمساوي، وُلد عام 1969 في باد سانت ليونهارد في لافانتال في حي فولفسبرج فيكيرنتن في النمسا. شغل منصب سفير جمهورية النمسا في جمهورية صربيا من عام 2012 وحتى عام 2017، وحاليًا يشغل منصب سفير جمهورية النمسا في روسيا الإتحادية منذ عام 2017.

## حياته
حصل أيجنر على الثانوية ثم درس علوم القانون والترجمة التحريرية والترجمة الفورية باللغتين لفرنسية والروسية في جامعة جراتس، بعد ذلك حصل على الدراسات العليا في القانون الدولي العام والقانون الدولي الخاص في جامعة ستراسبورغ.
في عام 1985 بدأ العمل في السلك الدبلوماسي، فقد حصل على تدريب دبلوماسي في سفارة النمسا في القاهرة في عام 1987، ثم عمل في سفارة النمسا في موسكو من عام 1987 حتى عام 1995 كملحق صحفي ثم كنائب للسفير بداية من عام 1992. في عام 1995 أصبح نائب مدير قسم منظمة الأمن والتعاون في أوروبا في وزارة الخارجية وممثل النمسا الدائم في المنظمة في فيينا. في عام 1999 أصبح نائب السفير في سفارة النمسا في براتيسلافا.
في الثالث والعشرين من شهر أكتوبر لعام 2012 أصبح أينجر السفير النمساوي في صربيا، وفي عام 2017 خلف أيميل بيركس في منصب السفير النمساوي في روسيا.

## وصلات خارجية
- السيرة الذاتية ليوهانيس أيجنر على موقع سفارة النمسا في موسكو